# Marten (Bulgarije)
Marten (Bulgaars: Мартен) is een kleine stad in Bulgarije. Het is gelegen in de gemeente Roese in oblast  Roese. De stad ligt ongeveer 12 km ten noordoosten van Roese en 260 km ten noordoosten van Sofia.

## Geschiedenis
Marten is op 7 augustus 2006 uitgeroepen tot stad, daarvoor was het officieel nog een dorp. Er is een kerk in het stadje, die gebouwd is in het jaar 1896.

## Bevolking
Op 31 december 2020 telde de stad 3.809 inwoners.
| Bevolkingsontwikkeling tussen 1934 en 2020          |
| --------------------------------------------------- |
|                                                     |
| Bron: Nationaal Statistisch Instituut van Bulgarije |

In Marten wonen nagenoeg uitsluitend etnische Bulgaren. In de optionele volkstelling van 2011 identificeerden 3.322 van de 3.480 ondervraagden zichzelf als etnische Bulgaren, oftewel 95,5% van alle ondervraagden. Verder wonen er kleinere minderheidsgroepen, zoals Bulgaarse Turken (3,1%), Roma (0,9%) en Tataren.
| Etnische samenstelling van de respondenten (2011) | Etnische samenstelling van de respondenten (2011) | Etnische samenstelling van de respondenten (2011) | Etnische samenstelling van de respondenten (2011) | Etnische samenstelling van de respondenten (2011) |
| ------------------------------------------------- | ------------------------------------------------- | ------------------------------------------------- | ------------------------------------------------- | ------------------------------------------------- |
|                                                   |                                                   |                                                   |                                                   |                                                   |
| Bulgaren                                          | Bulgaren                                          |                                                   | 95,5%                                             | 95,5%                                             |
| Turken                                            | Turken                                            |                                                   | 3,1%                                              | 3,1%                                              |
| Roma                                              | Roma                                              |                                                   | 0,9%                                              | 0,9%                                              |
| Anders/Onbekend                                   | Anders/Onbekend                                   |                                                   | 0,5%                                              | 0,5%                                              |

Basarabovo · Bazan · Chotantsa · Dolno Ablanovo · Jastrebovo · Marten · Nikolovo · Novo Selo · Prosena · Roese · Sandrovo · Semerdzjievo · Tetovo · Tsjervena Voda